# Crossroads Guitar Festival 2013
"Crossroads Guitar Festival 2013" es un álbum doble y DVD registrados en vivo y publicados por Reprise Records
y "Rhino" en 2013.
Se trata de la grabación del concierto realizado en el Madison Square Garden, en New York, el 12 y 13 de abril de 2013. Las regalías del álbum fueron donadas a "Crossroads Centre" con sede en Antigua, Bahamas, cuyo fundador fue
Eric Clapton.
Entre los músicos invitados se encuentran Keith Richards, John Mayer, Jeff Beck y Robert Cray.

## Canciones
CD 1:
1. "Tears in Heaven" (Eric Clapton/Will Jennings): Eric Clapton - 4:49
2. "Lay Down Sally" (Eric Clapton/Marcy Levy/George Terry): Eric Clapton con Vince Gill - 4:39
3. "Green Onions" (Booker T. Jones, Jr./Stephen Lee Cropper/Alan Jackson Jr/Lewis Steinberg): Booker T con Steve Cropper,
Keb' Mo', Blake Mills, Matt "Guitar" Murphy y Albert Lee - 7:26
4. "Heavenly Bodies" (Kurt Rosenwinkel): Kurt Rosenwinkel - 5:24
5. "This Time" (Earl Klugh): Earl Klugh - 2.13
6. "Mirabella" (Earl Klugh): Earl Klugh - 1:17
7. "Great Big Old House" (Robert Cray): "The Robert Cray Band" - 5:32
8. "She´s Alright" (McKinley Morganfield): Doyle Bramhall II con Gary Clark Jr. - 6:16
9. "Bullet And A Target" (Clarence Copeland Greenwood): Doyle Bramhall II con Citizen Cope - 4:14
10. "Queen of California" (John Mayer): John Mayer - 8:17
11. "Don't Let Me Down" (John Lennon/Paul McCartney): John Mayer con Keith Urban - 6:45
12. "Next Door Neighbor Blues" (Gary Clark Jr.): Gary Clark Jr. - 4:02
13. "Damn Right, I've Got The Blues" (Buddy Guy): Buddy Guy con Robert Randolph y Quinn Sullivan - 6:39
14. "Why Does Love Got To Be So Sad" (Eric Clapton/Bobby Whitlock): The Allman Brothers Band con Eric Clapton - 8:25
CD 2:
1. "Congo Square" (Sonny Landreth/Mel Melton/Dave Raonson): Sonny Landreth con Derek Trucks - 6:57
2. "Change It" (Doyle Bramhall II): John Mayer con Doyle Bramhall II - 4:36
3. "Oooh-Ooh-Ooh" (Lloyd Price): Jimmie Vaughan - 4:52
4. "Save The Last Dance For Me" (Doc Pomus/Mort Shuman): Blake Mills con Derek Trucks - 3:30
5. "Don't Worry Baby" (César Rosas/Louis Pérez/T. Bone Burnett): Los Lobos - 3:41
6. "I Ain't Living Long Like This" (Rodney Crowell): Vince Gill con Albert Lee - 6:25
7. "Diving Duck Blues" (John Adam Estes): Taj Mahal con Keb' Mo' - 4:58
8. "When My Train Pulls In" (Gary Clark Jr.): Gary Clark Jr. - 9:00
9. "Mná Na Héireann" (Sean O'Riada): Jeff Beck - 4:21
10. "The Needle And The Damage Done" (Neil Young): Allman, Haynes, Trucks - 2:38
11. "Midnight Rider" (Gregg Allman/Robert Kim Payne): Allman, Haynes, Trucks - 3:33
12. "Key To The Highway" (William Lee Conley Broonzy/Charles Segar): Eric Clapton con Keith Richards - 4:35
13. "Gin House Blues" (Henry Troy/Fletcher Henderson): Andy Fairwather Low con Eric Clapton - 5:48
14. "Got To Get Better In A Little While" (Eric Clapton): Eric Clapton - 6:35
15. "Sunshine of Your Love" (Jack Bruce/Peter Ronald Brown/Eric Clapton): Eric Clapton - 6:24

## Fecha Técnica
- Eric Clapton: Músico, compositor y productor.

- Scooter Weintraub: Productor.

- David May: Productor.

- John Beug: Productor Ejecutivo.

- Michael Eaton: Productor Ejecutivo.